# Marie Béquet de Vienne
Marie Béquet de Vienne (Parigi, 4 febbraio 1854 – Hermanville-sur-Mer, 25 settembre 1913) è stata un'attivista e massone francese, nonché una femminista.
Fondò in Francia la Società per l'allattamento materno e le donne lavoratrici in difficoltà. Le sue battaglie per i diritti sociali sono alla base della legge Strauss approvata dal Parlamento francese nel giugno 1913, relativa alla protezione e all'assistenza obbligatoria delle donne durante il parto. Repubblicana laica, ha combattuto per più di quarant'anni per la creazione di numerosi centri di mutuo soccorso, alcuni dei quali sono attivi ancora oggi. Nel 1893 viene iniziata alla massoneria ed è una delle fondatrici dell'Ordine massonico misto e internazionale Le Droit Humain.

## Biografia

### Militanza
Marie Béquet de Vienne nasce in una famiglia della media borghesia borgognona che aderisce agli ideali della Rivoluzione francese. La violenza della repressione e le numerose morti della Comune di Parigi segnarono profondamente la sua gioventù. Sposò Léon Bequet, libero pensatore e consigliere di stato di cui resterà vedova a trentasette anni. Si dedicò per molti anni a opere di beneficenza a sostegno di donne in gravidanza e bambini riuscendo a ottenere aiuti finanziari dai mecenati che la sostenevano generosamente
Laica e repubblicana, sviluppò una sua particolare percezione della miseria umana che le permise di rivoluzionare il problema dell'assistenza materna. Ha istituito un programma completo di assistenza alle madri, «creando centri di allattamento e “rifugi-laboratori” dedicati alle donne incinte o in difficoltà, in condizioni di indigenza o vittime di violenza.». Nel 1876 creò un primo rifugio riservato all'accoglienza di madri single nel quattordicesimo arrondissement di Parigi. Successivamente ne aprì un secondo, più capiente, nel diciassettesimo arrondissement, in rue Jean Baptiste Dumas 9 bis, di cui fu riconosciuta la pubblica utilità nel 1880. Per dirigerlo fondò una associazione questa associazione che esiste ancora con il nome di Fondazione Béquet de Vienne.

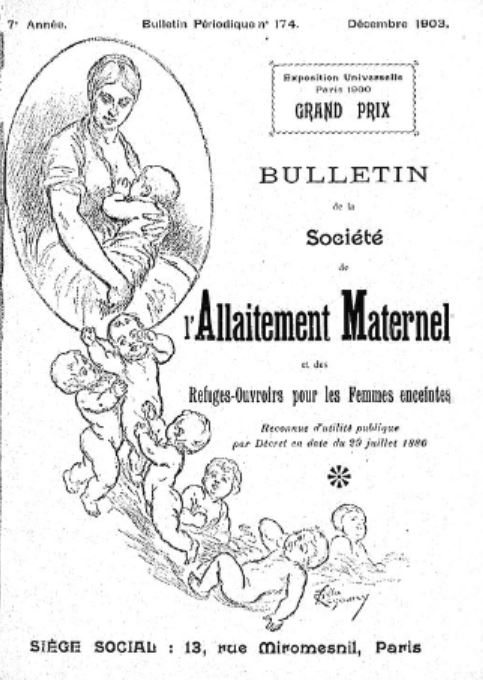
Copertina del Bollettino della Società per l'allattamento materno, dicembre 1903

Rimasta vedova all'età di 37 anni, non cessò le opere di beneficenza e riuscì a creare una rete di donazioni stabili nel tempo, secondo una modalità di partecipazione che aprì i modelli di assistenza oggi più diffusi. Beneficiò anche del sostegno politico di Georges Martin, il quale riuscì a ottenere un sussidio dal consiglio comunale di Parigi. Le sue azioni per aiutare le future mamme e donne durante il parto caratterizzarono la sua intera vita. È anche la creatrice di una società di solidarietà infantile.
Queste azioni sociali sono state elogiate pubblicamente da molti personaggi pubblici e politici, come Jules Ferry, Jules Simon, Doctor Roux o persino i presidenti Émile Loubet e Raymond Poincaré.
Morì all'età di 69 anni e fu seppellita nel cimitero di Père-Lachaise.

### Massoneria
Marie Béquet de Vienne fu una delle pioniere della massoneria mista. Membro fondatore del Droit Humain, sorto a Parigi il 4 aprile 1893, era presente nello storico gruppo di sedici donne iniziate che presero parte ai lavori per la fondazione del nuovo Ordine che si svolsero presso il domicilio di Georges Martin dal febbraio 1892 al marzo 1893. Partecipò alla prima tornata della Loggia n. 1, inizialmente denominata Grande Loge symbolique écossaise mixte de France: "Le Droit Humain" di cui Maria Deraismes fu il primo Maestro venerabile. Fu eletta come Primo sorvegliante nel primo collegio degli ufficiali dell'Ordine appena nato. Questa prima tornata si tenne al civico 33 di rue Jacob, locali di sua proprietà che accolsero la sede dell'Ordine per tutto il primo anno di vita. Fu lei la relatrice eletta per la lettura dell'elogio funebre di Maria Deraismes nel 1894.
Assai partecipe alla vita massonica, creò la Loggia n. 3 a Rouen, nel 1896, di cui fu Maestro venerabile per quattro anni.